# Mónica Del Carmen Giménez
Mónica Del Carmen Giménez (geboren 1992 oder 1993) ist eine argentinische Leichtathletin, Schwimmerin, Turnerin und Behindertensportlerin. Sie repräsentierte Argentinien bei den Special Olympics World Summer Games 2023 in Berlin im Bereich Rhythmische Sportgymnastik.

## Leben und Karriere
Giménez lebt in San Miguel de Tucumán. Bereits mit 12 Jahren war sie aktive Sportgymnastin.
2015 gewann die Athletin bei den Special Olympics World Summer Games in Los Angeles fünf der vierzehn Medaillen, die das Team mit nach Hause brachte.
2023 vertrat Giménez ihr Land in der Disziplin Rhythmische Sportgymnastik bei den Special Olympics World Summer Games in Berlin. Dort gewann sie fünf Medaillen: In Level 2 in der Leistungsklasse 1.4.1. bei den Übungen mit dem Seil Gold, in den Wettbewerben mit den Sportgeräten Reifen und Band sowie bei den gemischten Übungen Silber und bei den Jonglieurübungen mit Keulen Bronze. Damit holte sie eine der drei Goldmedaillen für Argentinien, drei der fünf Silbermedaillen und eine der beiden Bronzemedaillen. Sie war eine der Fahnenträgerinnen bei der Eröffnungsfeier der Spiele.